# Aang
Aang é um personagem fictício na série de animação Avatar: A Lenda de Aang, produzida e exibida pelo canal norte-americano Nickelodeon. Criado por Michael Dante DiMartino e Bryan Konietzko, com a voz original de Zach Tyler Eisen, é o protagonista da série, aparecendo em 60 dos 61 episódios, à exceção de "Zuko Sozinho" (episódio 7 da segunda temporada). Aang também aparece no episódio piloto, jamais exibido na televisão (mas presente como um extra na coleção de DVDs da primeira temporada) e em outras mídias, tais como cards colecionáveis, vídeo games, camisetas e quadrinhos online.
É o único dobrador de ar que permanece vivo após o genocídio praticado pela Nação do Fogo contra os Nômades do Ar até o nascimento de seu terceiro filho, Tenzin, em A Lenda de Korra.

## Em outras mídias
Cinema
O ator Noah Ringer interpretou o Aang no filme The Last Airbender, a adaptação cinematográfica do desenho animado para o cinema.
Série live-action
Gordon Cormier interpreta o personagem na adaptação live-action produzida pela Netflix